# Vítězslav Mácha
Vítězslav Mácha (6. dubna 1948 – 29. května 2023) byl československý a český zápasník – klasik, olympijský vítěz z roku 1972.

## Osobní život
S manželkou měl dva syny Vítězslava (* 1972) a Radima (* 1974).
Jeho celoživotní vášní bylo holubaření.

## Sportovní kariéra
Začínal s národní házenou v rodném Krmelíně v místním Sokole. Jeho otec Jan pracoval ve vítkovických železárnách jako jeřábník a brával ho na ligová střetnutí zápasníků. Zápasení se začal aktivně věnovat během učení slévačem ve VŽKG od 14 let pod vedením Kamila Odehnala. V roce 1965 se poprvé dostal do juniorské reprezentace. V roce 1966 přestoupil s trenérem Odehnalem do prvoligového TJ Baník Ostrava. V sezoně 1966/67 startoval ve váze do 78 kg a zaznamenal v lize 33 vítězství, 8 remíz a 1 porážku na technické body. Tím si řekl o pozvánku do mužské reprezentace klasiků. Kvůli povolání v těžkém průmysl (slévárna) mu byla snížena povinná vojenská služba na 5 měsíců – druhá polovina roku 1967.
V olympijském roce 1968 se reprezentačním trenérem Antonínem Splítkem domluvil na přesun do nižší váhy do 70 kg, do které musel shazovat až 10 kg. V říjnu startoval na olympijských hrách v Mexiku. Po náročném shazování a vážení se však napil vody z místního vodovodu a dostal zažívací potíže. Úvodní zápas s východním Němcem Klausem Pohlem tak prohrál poměrně jednoznačně na technickou převahu soupeře. V dalších dvou kolech mu přál los na hratelné soupeře, se kterými neztratil jediný negativní klasifikační bod. Ve čtvrtém kole ho však z turnaje vyřadil dosažením součtu negativních klasifikačních bodů favorizovaný Sovět Gennadij Sapunov.
Od roku 1969 se měnily váhové limity a tímto rokem se pro něj stala osudová nová velterová váhová kategorie do 74 kg. Na červnovém mistrovství Evropy v Modeně byl kvůli mezinárodní politice ze soutěže po prvním kole stažen – Československo podpořilo bojkotem problémy spojené s mezinárodním uznáním NDR "západními" mocnostmi. V roce 1970 ho na červnovém mistrovství Evropy ve Východním Berlíně opět zastavil jeho velký rival Němec Klaus Pohl. Mezi světovou špičku se dostal teprve v roce 1971, kdy zvítězil na silně obsazeném dubnovém turnaji v Budapešti. V přípravě na zářijové mistrovství světa v Sofii si však na reprezentačním soustředění nalomil žebro. Přes silnou bolest nastoupil v Sofii k prvnímu zápasu proti těžkému soupeři, východnímu Němci Pohlovi. Po minutě zápasu musel vzdát, když mu nalomené žebro při jednom z chvatů prasklo.
Problémy se žebry se s ním od roku 1971 táhly s železnou pravidelností. V roce 1972 na dubnovém mistrovství Evropy v polských Katovicích mu opět žebro nevydrželo ve 4. kole v zápase s Bulharem Borisem Butrakovem. V 5. kole měl štěstí na volný los, a tím postoupil mezi finálovou trojici. K finálovým soubojům pro bolesti nenastoupil a obsadil konečné třetí místo. V přípravě na olympijské hry v Mnichově přechodil virózu a dlouho se nemohl dostat do fyzické pohody. Jednu chvíli uvažoval o předčasném ukončení sezony. Zde se však naplno projevil psychologický prvek jeho budoucích úspěchů, kterým byl trenér Jiří Švec. Švec ho při největší skepsi dokázal dostat na žíněnku a jít tzv. přes bolest. V Mnichově prohrál v úvodním kole s Bulharem Ivanem Kolevem na body a připsal si výraznou bodovou ztrátu tří negativních klasifikačních bodů. Ve druhém kole ho dostal do turnaje nevýrazný Argentinec Nestor González, kterého porazil ve třetí minutě na lopatky. Ve třetím kole porazil technickou převahou Turka Mehmeta Türüta. Ve čtvrtém kole porazil na technické body silného Francouze Daniela Robina, ale v závěru zápasu se mu ozvalo naražené levé rameno. V pátém kole již rameno silně cítil, přesto dokázal poprvé na velkém turnaji porazit východního Němce Klause Pohla. Další den nemohl s ramenem hýbat, obstřik ani masáž situaci nezlepšily. Silně uvažoval o možnosti nenastoupit ve finále proti Řeku Petrosi Galaktopulosovi. Po rozhovoru se Švecem a doktorem Jánošdeákem k zápasu nastoupil. V dokumentu Sláva vítězům uvedl, že při vstupu na žíněnku jakoby zázrakem rameno povolilo… dostal se do zápasnického transu. Finále začal aktivně, po první třetině vedl 3:1 na technické body. Ve druhé třetině přidal další dva body a vedl už 5:1. Ve třetí části udržoval vedení a nechal Galaktopulose korigovat na konečných 5:3. Získal první zlatou olympijskou medaili pro československý zápas. Jeho finálový soupeř Galaktopulos o jeho problémech věděl a soupeře podcenil. Vedení řecké výpravy si bylo jisté zlatou olympijskou medailí, že s pořadateli pozvali k předávání medailí řeckého krále Konstantina.
V roce 1973 prohrál na červnovém mistrovství Evropy v Helsinkách v 5. kole s Bulharem Ivanem Kolevem a obsadil konečné druhé místo. Na zářijovém mistrovství světa v Teheránu narazil na Koleva již ve 4. kole a po taktické diskvalifikaci na pasivitu byl z turnaje předčasně vyřazen dosažením šesti negativních klasifikačních bodů.
V roce 1974 na červnovém mistrovství Evropy v Madridu sahal po titulu mistra Evropy. V závěrečném zápase vedl nad Kolevem již 6:0 na technické body. V závěru zápasu si však při snaze navýšit výsledek zlomil žebro a musel pro bolest vzdát. Vše si vynahradil na říjnovém mistrovství světa v polských Katovicích. V závěrečném zápase porazil na lopatky východního Němce Klaus-Petera Göpferta a bez porážky v turnaji získal pro Československo první zápasnický titul mistra světa. V prosinci vyhrál poprvé anketu československý sportovec roku. Lukrativní nabídku (vysoká hodnost, byt) na přesun do Prahy, do vrcholového tréninkového centra Rudé Hvězdy nepřijal z rodinných důvodů.
V roce 1975 doplatil na neznalost nových pravidel, které zrušily za nerozhodného bodového stavu tzv. remízu. Na dubnovém mistrovství Evropy v německém Ludwigshafenu se probojoval mezi finálovou trojici jako vedoucí závodník. V prvním zápase finále vyrovnal v poslední minutě s Němcem Göpfertem na 5:5 a takticky udržel výsledek do konce myslíc, že zvítězí. Rozhodčí však vyhlásil vítězem jeho soupeře Göpferta, protože předvedl vyšší bodovaný chvat. Vzápětí prohrál i se Švédem Janem Karlssonem a obsadil až třetí místo. Nevydařilo se mu ani zářijové mistrovství světa v sovětském Minsku. Ve čtvrtém kole byl po třetím napomenutí diskvalifikován v zápase s Maďarem Mihály Tomou. Aby se v turnaji udržel, potřeboval v 5. kole porazit Jugoslávce Vojislava Tabačka. Vítězství nad Jugoslávcem mu vzalo hodně sil, které mu chyběly v 6. kole proti Sovětu Anatoliji Bykovovi. Po porážce na technické body zůstal před branami finále a obsadil konečné 4. místo.
V olympijském roce 1976 poprvé experimentoval s vyšší střední váhou do 82 kg. S trenérem se domluvil, že vynechá mistrovství Evropy v Leningradu. Ve vyšší váze nechtěl riskovat zranění a shazování do 74 kg si nechal až na olympijský turnaj – jeho normální tělesná hmotnost byla cca 84 kg. V přípravě na olympijské hry však přišla komplikace v podobě zranění kolene, kvůli kterému prakticky neprodělal přípravu na žíněnce. Na červencové olympijské hry v Montreálu tak odjížděl se smíšenými pocity a turnaj rozjel opatrně takticky. V úvodním kole vyfauloval na pasivitu starého známého východního Němce Klaus-Petera Göpferta. Ve třetím kole porazil nečekaně lehce technickou převahou úřadujícího mistra Evropy Bulhara Janko Šopova. Ve čtvrtém kole doslova urval vítězství 4:3 na technické body proti Finu Mikko Huhtalovi. V pátém kole měl volný los, po kterém mu zbyly v soutěži dva soupeři – Sovět Anatolij Bykov a nečekaně mladý devatenáctiletý západní Němec Karl-Heinz Helbing. Helbing se vnitřně spokojil s jistou bronzovou medailí a byl v zápase s Máchou odevzdaným soupeřem. Mácha zvítězil na technickou převahu diskvalifikací. V zápase o zlatou olympijskou medaili nastoupil proti Sovětu Anatoliji Bykovovi. Finále začal aktivně a ujal se vedení 2:0 na technické body. V závěru třetiny však chyboval a nechal Bykova kontrachvatem otočit skóre na 2:3. Ve druhé třetině ztratil další bod. Za stavu 2:4 šel zápas do třetí třetiny, kde se nejvíc projevil deficit z předolympijské přípravy. Fyzicky přestal na soupeře stačit, který dvacet sekund před koncem přidal další tři body zvratem. Po porážce 3:7 na technické body získal stříbrnou olympijskou medaili.
V roce 1977 zkompletoval sbírku zlatých medailí titulem mistra Evropy na mistrovství Evropy v turecké Burse. V přípravě na mistrovství světa v Göteborgu si narazil ledvinu a měsíc netrénoval. Ve čtvrtém kole byl za přílišnou pasivitu diskvalifikován se západním Němcem Karl-Heinzem Helbingem. V pátém kole porazil technickou převahou na pasivitu Maďara Ference Kocsise a postoupil do finále se Sovětem Anatolijem Bykovem a Bulharem Janko Šopovem. Odpočinek do druhého dne mu prospěl, byť do pozdní noci shazoval přebytečná tři kila v sauně. V zápase s Bykovem se ujal vedení po první třetině 5:0 a nakonec zvítězil 10:2 na technické body. Bulhara Šopova porazil podobným způsobem, ujal se vedení, které do konce hrací doby udržoval. Po vítězství 12:8 nad Šopovem získal svůj druhý titul mistra světa. V prosinci vyhrál podruhé anketu československý sportovec roku.
Po olympijských hrách v Montréalu se vyjádřil, že po zisku titulu mistra Evropy skončí v reprezentaci. Po úspěšném roce 1977, kdy získal titul mistra Evropy a světa, se nechal ústředním trenérem Jiřím Šoptenkem přemluvit, aby vydržel do olympijského roku 1980. Vnitřně však byl naladěn skončit, a to se podepsalo na jeho dalších výsledcích. Na mistrovství Evropy v Oslu v roce 1978 navíc utrpěl ve druhém kole v zápase se západním Němcem Karl-Heinzem Helbingem luxaci levého lokte. Další šrám na těle, který mu přibyl k žebrům, rameni či kolenu. Zápas s adrenalinem v krvi vítězně dokončil, druhý den však musel ze soutěže odstoupit. V roce 1980 vynechal domácí mistrovství Evropy v Prievidzi a vše soustředil na olympijské hry v Moskvě. Do Moskvy si však formu nepřivezl. Po vydřených vítězstvích s Belgičanem Jacques van Lanckerem a Švédem Lennartem Lundellem prohrál ve třetím kole s Anatolijem Bykovem 2:4 na technické body. Ve čtvrtém kole ho následně z turnaje vyřadil Bulhar Janko Šopov porážkou 2:6 na technické body. Obsadil bodované 6. místo. Následně ukončil sportovní kariéru.
Vítězslav Mácha se řadil mezi komplexní zápasníky se širokou škálou chvatů, které zvládal z pravé i levé strany. Měl vynikající úvodní třetinu zápasu, kde získal bodový náskok, který, pokud byl ve formě, udržel do konce zápasu. Takticky mu vyhovovalo soupeře vylákat a kontrovat. Někteří rozhodčí však pro tento styl boje neměli pochopení a trestali ho za pasivitu. Slabinou, na které musel pracovat, byla slabší fyzická kondice; v několika zápasech mu tzv. došel kyslík. K jeho předzápasovým rituálům patřilo promítání nadcházejícího souboje v hlavě. Znal dobře styly svých soupeřů a představoval si, jak na kterou situaci budou asi reagovat.
Petr Kment ho charakterizoval slovy: Mácha zkrátka ví co má v dané chvíli na žíněnce udělat, nějak to vycítí ze sebemenšího náznaku pohybu soupeře, automaticky; orientuje se v každé situaci. A to se dost dobře nedá naučit, tu schopnost buď máš, nebo nemáš. Snad je to vrozené.

### Výsledky v zápasu řecko-římském
| Turnaj             | 1967 | 1968 | 1969 | 1970 | 1971 | 1972 | 1973 | 1974 | 1975 | 1976 | 1977 | 1978 | 1979 | 1980 |
| Turnaj             | 19   | 20   | 21   | 22   | 23   | 24   | 25   | 26   | 27   | 28   | 29   | 30   | 31   | 32   |
| Turnaj             | -78  | -70  | -74  | -74  | -74  | -74  | -74  | -74  | -74  | -74  | -74  | -74  | -74  | -74  |
| ------------------ | ---- | ---- | ---- | ---- | ---- | ---- | ---- | ---- | ---- | ---- | ---- | ---- | ---- | ---- |
| Olympijské hry     |      | úč.  |      |      |      | 1.   |      |      |      | 2.   |      |      |      | 6.   |
| Mistrovství světa  | —    |      | —    | —    | úč.  |      | 6.   | 1.   | 4.   |      | 1.   | —    | úč.  |      |
| Mistrovství Evropy | úč.  | úč.  | úč.  | úč.  |      | 3.   | 2.   | 2.   | 3.   | —    | 1.   | úč.  | —    | —    |

### Olympijské hry a mistrovství světa
| Olympijské hry a mistrovství světa                | Olympijské hry a mistrovství světa             | Olympijské hry a mistrovství světa             | Olympijské hry a mistrovství světa             | Olympijské hry a mistrovství světa             | Olympijské hry a mistrovství světa             | Olympijské hry a mistrovství světa             | Olympijské hry a mistrovství světa             | Olympijské hry a mistrovství světa             | Olympijské hry a mistrovství světa             | Olympijské hry a mistrovství světa             |
| Kolo                                              | Výsledek                                       | Bilance                                        | Soupeř                                         | Výsledek                                       | NKB                                            | ∑NKB                                           | Styl                                           | Datum                                          | Turnaj                                         | Místo                                          |
| 1980 Olympijské hry do 74 kg v klasickém stylu    | 1980 Olympijské hry do 74 kg v klasickém stylu | 1980 Olympijské hry do 74 kg v klasickém stylu | 1980 Olympijské hry do 74 kg v klasickém stylu | 1980 Olympijské hry do 74 kg v klasickém stylu | 1980 Olympijské hry do 74 kg v klasickém stylu | 1980 Olympijské hry do 74 kg v klasickém stylu | 1980 Olympijské hry do 74 kg v klasickém stylu | 1980 Olympijské hry do 74 kg v klasickém stylu | 1980 Olympijské hry do 74 kg v klasickém stylu | 1980 Olympijské hry do 74 kg v klasickém stylu |
| ------------------------------------------------- | ---------------------------------------------- | ---------------------------------------------- | ---------------------------------------------- | ---------------------------------------------- | ---------------------------------------------- | ---------------------------------------------- | ---------------------------------------------- | ---------------------------------------------- | ---------------------------------------------- | ---------------------------------------------- |
| 4. kolo                                           | prohra                                         | 34-13                                          | Janko Šopov (BUL)                              | tech. body (2:6)                               | 3                                              | 8                                              | Zápas řecko-římský                             | 21.-23. července 1980                          | Olympijské hry                                 | Moskva, Sovětský svaz                          |
| 3. kolo                                           | prohra                                         | 34-12                                          | Anatolij Bykov (URS)                           | tech. body (2:4)                               | 3                                              | 5                                              | Zápas řecko-římský                             | 21.-23. července 1980                          | Olympijské hry                                 | Moskva, Sovětský svaz                          |
| 2. kolo                                           | vítězství                                      | 34-11                                          | Lennart Lundell (SWE)                          | tech. body (3:3)                               | 1                                              | 2                                              | Zápas řecko-římský                             | 21.-23. července 1980                          | Olympijské hry                                 | Moskva, Sovětský svaz                          |
| 1. kolo                                           | vítězství                                      | 33-11                                          | Jacques van Lancker (BEL)                      | tech. body (8:6)                               | 1                                              | 1                                              | Zápas řecko-římský                             | 21.-23. července 1980                          | Olympijské hry                                 | Moskva, Sovětský svaz                          |
| 1979 Mistrovství světa do 74 kg v klasickém stylu |                                                |                                                |                                                |                                                |                                                |                                                |                                                |                                                |                                                |                                                |
| 3. kolo                                           | prohra                                         | 32-11                                          | Vjačeslav Mkrtyčev (URS)                       | tech. body (6:8)                               | 3                                              | 6                                              | Zápas řecko-římský                             | 23.-26. srpna 1979                             | Mistrovství světa                              | San Diego, Spojené státy                       |
| 2. kolo                                           | prohra                                         | 32-10                                          | Ferenc Kocsis (HUN)                            | tech. body                                     | 3                                              | 3                                              | Zápas řecko-římský                             | 23.-26. srpna 1979                             | Mistrovství světa                              | San Diego, Spojené státy                       |
| 1. kolo                                           | vítězství                                      | 32-9                                           | Idalberto Barban (CUB)                         | diskvalifikace                                 | 0                                              | 0                                              | Zápas řecko-římský                             | 23.-26. srpna 1979                             | Mistrovství světa                              | San Diego, Spojené státy                       |
| 1977 Mistrovství světa do 74 kg v klasickém stylu |                                                |                                                |                                                |                                                |                                                |                                                |                                                |                                                |                                                |                                                |
| 7. kolo (F)                                       | vítězství                                      | 31-9                                           | Janko Šopov (BUL)                              | tech. body (12:8)                              | 1                                              | 2 (F)                                          | Zápas řecko-římský                             | 14.-17. října 1977                             | Mistrovství světa                              | Göteborg, Švédsko                              |
| 6. kolo (F)                                       | vítězství                                      | 30-9                                           | Anatolij Bykov (URS)                           | tech. body (10:2)                              | 1                                              | 1 (F)                                          | Zápas řecko-římský                             | 14.-17. října 1977                             | Mistrovství světa                              | Göteborg, Švédsko                              |
| 5. kolo                                           | vítězství                                      | 29-9                                           | Ferenc Kocsis (HUN)                            | diskvalifikace                                 | 0                                              | 4                                              | Zápas řecko-římský                             | 14.-17. října 1977                             | Mistrovství světa                              | Göteborg, Švédsko                              |
| 4. kolo                                           | prohra                                         | 28-9                                           | Karl-Heinz Helbing (FRG)                       | diskvalifikace                                 | 4                                              | 4                                              | Zápas řecko-římský                             | 14.-17. října 1977                             | Mistrovství světa                              | Göteborg, Švédsko                              |
| 2. kolo                                           | vítězství                                      | 28-8                                           | Klaus-Peter Göpfert (GDR)                      | diskvalifikace                                 | 0                                              | 0                                              | Zápas řecko-římský                             | 14.-17. října 1977                             | Mistrovství světa                              | Göteborg, Švédsko                              |
| 1. kolo                                           | vítězství                                      | 27-8                                           | Jan van de Paverd (NED)                        | lopatky (2:40)                                 | 0                                              | 0                                              | Zápas řecko-římský                             | 14.-17. října 1977                             | Mistrovství světa                              | Göteborg, Švédsko                              |
| 1976 Olympijské hry do 74 kg v klasickém stylu    |                                                |                                                |                                                |                                                |                                                |                                                |                                                |                                                |                                                |                                                |
| 7. kolo (F)                                       | prohra                                         | 26-8                                           | Anatolij Bykov (URS)                           | tech. body (3:7)                               | 3                                              | 3 (F)                                          | Zápas řecko-římský                             | 20.-24. července 1976                          | Olympijské hry                                 | Montréal, Kanada                               |
| 6. kolo (F)                                       | vítězství                                      | 26-7                                           | Karl-Heinz Helbing (FRG)                       | diskvalifikace                                 | 0                                              | 0 (F)                                          | Zápas řecko-římský                             | 20.-24. července 1976                          | Olympijské hry                                 | Montréal, Kanada                               |
| 4. kolo                                           | vítězství                                      | 25-7                                           | Mikko Huhtala (FIN)                            | tech. body (4:3)                               | 1                                              | 1,5                                            | Zápas řecko-římský                             | 20.-24. července 1976                          | Olympijské hry                                 | Montréal, Kanada                               |
| 3. kolo                                           | vítězství                                      | 24-7                                           | Janko Šopov (BUL)                              | tech. převaha (12:2)                           | 0,5                                            | 0,5                                            | Zápas řecko-římský                             | 20.-24. července 1976                          | Olympijské hry                                 | Montréal, Kanada                               |
| 2. kolo                                           | vítězství                                      | 23-7                                           | Brian Renken (CAN)                             | diskvalifikace                                 | 0                                              | 0                                              | Zápas řecko-římský                             | 20.-24. července 1976                          | Olympijské hry                                 | Montréal, Kanada                               |
| 1. kolo                                           | vítězství                                      | 22-7                                           | Klaus-Peter Göpfert (GDR)                      | diskvalifikace                                 | 0                                              | 0                                              | Zápas řecko-římský                             | 20.-24. července 1976                          | Olympijské hry                                 | Montréal, Kanada                               |
| 1975 Mistrovství světa do 74 kg v klasickém stylu |                                                |                                                |                                                |                                                |                                                |                                                |                                                |                                                |                                                |                                                |
| 6. kolo                                           | prohra                                         | 21-7                                           | Anatolij Bykov (URS)                           | tech. body                                     | 3                                              | 8                                              | Zápas řecko-římský                             | 11.-14. září 1975                              | Mistrovství světa                              | Minsk, Sovětský svaz                           |
| 5. kolo                                           | vítězství                                      | 21-6                                           | Vojislav Tabački (YUG)                         | tech. body                                     | 1                                              | 5                                              | Zápas řecko-římský                             | 11.-14. září 1975                              | Mistrovství světa                              | Minsk, Sovětský svaz                           |
| 4. kolo                                           | prohra                                         | 20-6                                           | Mihály Toma (HUN)                              | diskvalifikace                                 | 4                                              | 4                                              | Zápas řecko-římský                             | 11.-14. září 1975                              | Mistrovství světa                              | Minsk, Sovětský svaz                           |
| 3. kolo                                           | vítězství                                      | 20-5                                           | Hans-Joachim Klötzing (FRG)                    | ?                                              | 0                                              | 0                                              | Zápas řecko-římský                             | 11.-14. září 1975                              | Mistrovství světa                              | Minsk, Sovětský svaz                           |
| 2. kolo                                           | vítězství                                      | 19-5                                           | Jan Karlsson (SWE)                             | ?                                              | 0                                              | 0                                              | Zápas řecko-římský                             | 11.-14. září 1975                              | Mistrovství světa                              | Minsk, Sovětský svaz                           |
| 1. kolo                                           | vítězství                                      | 18-5                                           | Hans Kiss (AUT)                                | ?                                              | 0                                              | 0                                              | Zápas řecko-římský                             | 11.-14. září 1975                              | Mistrovství světa                              | Minsk, Sovětský svaz                           |
| 1974 Mistrovství světa do 74 kg v klasickém stylu |                                                |                                                |                                                |                                                |                                                |                                                |                                                |                                                |                                                |                                                |
| 7. kolo (F)                                       | vítězství                                      | 17-5                                           | Klaus-Peter Göpfert (GDR)                      | lopatky (6:39)                                 | 0                                              | 1 (F)                                          | Zápas řecko-římský                             | 10.-14. října 1974                             | Mistrovství světa                              | Katovice, Polsko                               |
| 6. kolo (F)                                       | vítězství                                      | 16-5                                           | Ijoseb Berišvili (URS)                         | tech. body                                     | 1                                              | 1 (F)                                          | Zápas řecko-římský                             | 10.-14. října 1974                             | Mistrovství světa                              | Katovice, Polsko                               |
| 5. kolo                                           | vítězství                                      | 15-5                                           | Mihály Toma (HUN)                              | ?                                              | ?                                              | ?                                              | Zápas řecko-římský                             | 10.-14. října 1974                             | Mistrovství světa                              | Katovice, Polsko                               |
| 4. kolo                                           | vítězství                                      | 14-5                                           | Veikko Lavonen (FIN)                           | ?                                              | ?                                              | ?                                              | Zápas řecko-římský                             | 10.-14. října 1974                             | Mistrovství světa                              | Katovice, Polsko                               |
| 3. kolo                                           | vítězství                                      | 13-5                                           | Jan Karlsson (SWE)                             | ?                                              | ?                                              | ?                                              | Zápas řecko-římský                             | 10.-14. října 1974                             | Mistrovství světa                              | Katovice, Polsko                               |
| 2. kolo                                           | vítězství                                      | 12-5                                           | Apostolos Mesiakaris (GRE)                     | tech. přev.                                    | 0                                              | 0                                              | Zápas řecko-římský                             | 10.-14. října 1974                             | Mistrovství světa                              | Katovice, Polsko                               |
| 1. kolo                                           | vítězství                                      | 11-5                                           | Hášem Ganbárí (IRI)                            | tech. přev. (3:42)                             | 0                                              | 0                                              | Zápas řecko-římský                             | 10.-14. října 1974                             | Mistrovství světa                              | Katovice, Polsko                               |
| 1973 Mistrovství světa do 74 kg v klasickém stylu |                                                |                                                |                                                |                                                |                                                |                                                |                                                |                                                |                                                |                                                |
| 4. kolo                                           | prohra                                         | 10-5                                           | Ivan Kolev (BUL)                               | diskvalifikace                                 | 4                                              | 6                                              | Zápas řecko-římský                             | 12.-14. září 1973                              | Mistrovství světa                              | Teherán, Írán                                  |
| 3. kolo                                           | vítězství                                      | 10-4                                           | Kasim Chalilov (URS)                           | tech. body                                     | 1                                              | 2                                              | Zápas řecko-římský                             | 12.-14. září 1973                              | Mistrovství světa                              | Teherán, Írán                                  |
| 2. kolo                                           | vítězství                                      | 9-4                                            | Ferenc Kocsis (HUN)                            | tech. body                                     | 1                                              | 1                                              | Zápas řecko-římský                             | 12.-14. září 1973                              | Mistrovství světa                              | Teherán, Írán                                  |
| 1. kolo                                           | vítězství                                      | 8-4                                            | Kang Jong-sik (KOR)                            | ?                                              | 0                                              | 0                                              | Zápas řecko-římský                             | 12.-14. září 1973                              | Mistrovství světa                              | Teherán, Írán                                  |
| 1972 Olympijské hry do 74 kg v klasickém stylu    |                                                |                                                |                                                |                                                |                                                |                                                |                                                |                                                |                                                |                                                |
| 6. kolo (F)                                       | vítězství                                      | 7-4                                            | Petros Galaktopulos (GRE)                      | tech. body (5:3)                               | 1                                              | 1 (F)                                          | Zápas řecko-římský                             | 5.-10. září 1972                               | Olympijské hry                                 | Mnichov, Německo                               |
| 5. kolo                                           | vítězství                                      | 6-4                                            | Klaus Pohl (GDR)                               | tech. body                                     | 1                                              | 5,5                                            | Zápas řecko-římský                             | 5.-10. září 1972                               | Olympijské hry                                 | Mnichov, Německo                               |
| 4. kolo                                           | vítězství                                      | 5-4                                            | Daniel Robin (FRA)                             | tech. body (5:4)                               | 1                                              | 4,5                                            | Zápas řecko-římský                             | 5.-10. září 1972                               | Olympijské hry                                 | Mnichov, Německo                               |
| 3. kolo                                           | vítězství                                      | 4-4                                            | Mehmet Türüt (TUR)                             | tech. převaha                                  | 0,5                                            | 3,5                                            | Zápas řecko-římský                             | 5.-10. září 1972                               | Olympijské hry                                 | Mnichov, Německo                               |
| 2. kolo                                           | vítězství                                      | 3-4                                            | Nestor González (ARG)                          | lopatky (2:31)                                 | 0                                              | 3                                              | Zápas řecko-římský                             | 5.-10. září 1972                               | Olympijské hry                                 | Mnichov, Německo                               |
| 1. kolo                                           | prohra                                         | 2-4                                            | Ivan Kolev (BUL)                               | tech. body                                     | 3                                              | 3                                              | Zápas řecko-římský                             | 5.-10. září 1972                               | Olympijské hry                                 | Mnichov, Německo                               |
| 1971 Mistrovství světa do 74 kg v klasickém stylu |                                                |                                                |                                                |                                                |                                                |                                                |                                                |                                                |                                                |                                                |
| 1. kolo                                           | prohra                                         | 2-3                                            | Klaus Pohl (GDR)                               | vzdal (0:55)                                   | 0                                              | 4                                              | Zápas řecko-římský                             | 2.-5. září 1971                                | Mistrovství světa                              | Sofie, Bulharsko                               |
| 1968 Olympijské hry do 70 kg v klasickém stylu    |                                                |                                                |                                                |                                                |                                                |                                                |                                                |                                                |                                                |                                                |
| 4. kolo                                           | prohra                                         | 2-2                                            | Gennadij Sapunov (URS)                         | tech. body (3:5)                               | 3                                              | 6,5                                            | Zápas řecko-římský                             | 23.-26. října 1968                             | Olympijské hry                                 | Ciudad de México, Mexiko                       |
| 3. kolo                                           | vítězství                                      | 2-1                                            | Gord Garvie (CAN)                              | diskvalifikace                                 | 0                                              | 3,5                                            | Zápas řecko-římský                             | 23.-26. října 1968                             | Olympijské hry                                 | Ciudad de México, Mexiko                       |
| 2. kolo                                           | vítězství                                      | 1-1                                            | Mario Tovar (MEX)                              | lopatky                                        | 0                                              | 3,5                                            | Zápas řecko-římský                             | 23.-26. října 1968                             | Olympijské hry                                 | Ciudad de México, Mexiko                       |
| 1. kolo                                           | prohra                                         | 0-1                                            | Klaus Pohl (GDR)                               | tech. převaha (1:11)                           | 3,5                                            | 3,5                                            | Zápas řecko-římský                             | 23.-26. října 1968                             | Olympijské hry                                 | Ciudad de México, Mexiko                       |

### Mistrovství Evropy
| Mistrovství Evropy                                 | Mistrovství Evropy                                 | Mistrovství Evropy                                 | Mistrovství Evropy                                 | Mistrovství Evropy                                 | Mistrovství Evropy                                 | Mistrovství Evropy                                 | Mistrovství Evropy                                 | Mistrovství Evropy                                 | Mistrovství Evropy                                 | Mistrovství Evropy                                 |
| Kolo                                               | Výsledek                                           | Bilance                                            | Soupeř                                             | Výsledek                                           | NKB                                                | ∑NKB                                               | Styl                                               | Datum                                              | Turnaj                                             | Místo                                              |
| 1978 Mistrovství Evropy do 74 kg v klasickém stylu | 1978 Mistrovství Evropy do 74 kg v klasickém stylu | 1978 Mistrovství Evropy do 74 kg v klasickém stylu | 1978 Mistrovství Evropy do 74 kg v klasickém stylu | 1978 Mistrovství Evropy do 74 kg v klasickém stylu | 1978 Mistrovství Evropy do 74 kg v klasickém stylu | 1978 Mistrovství Evropy do 74 kg v klasickém stylu | 1978 Mistrovství Evropy do 74 kg v klasickém stylu | 1978 Mistrovství Evropy do 74 kg v klasickém stylu | 1978 Mistrovství Evropy do 74 kg v klasickém stylu | 1978 Mistrovství Evropy do 74 kg v klasickém stylu |
| -------------------------------------------------- | -------------------------------------------------- | -------------------------------------------------- | -------------------------------------------------- | -------------------------------------------------- | -------------------------------------------------- | -------------------------------------------------- | -------------------------------------------------- | -------------------------------------------------- | -------------------------------------------------- | -------------------------------------------------- |
| 2. kolo                                            | vítězství                                          | 25-12                                              | Karl-Heinz Helbing (FRG)                           | tech. body                                         | 1                                                  | 1                                                  | Zápas řecko-římský                                 | 21.-24. dubna 1978                                 | Mistrovství Evropy                                 | Oslo, Norsko                                       |
| 1. kolo                                            | vítězství                                          | 24-12                                              | Georg Brötzner (AUT)                               | lopatky (7:59)                                     | 0                                                  | 0                                                  | Zápas řecko-římský                                 | 21.-24. dubna 1978                                 | Mistrovství Evropy                                 | Oslo, Norsko                                       |
| 1977 Mistrovství Evropy do 74 kg v klasickém stylu |                                                    |                                                    |                                                    |                                                    |                                                    |                                                    |                                                    |                                                    |                                                    |                                                    |
| 6. kolo (F)*                                       | vítězství                                          | 23-12                                              | Janko Šopov (BUL)                                  | tech. body                                         | 1                                                  | 4                                                  | Zápas řecko-římský                                 | 27.-29. května 1977                                | Mistrovství Evropy                                 | Bursa, Turecko                                     |
| 5. kolo (F)*                                       | vítězství                                          | 22-12                                              | Klaus-Peter Göpfert (GDR)                          | tech. body                                         | 1                                                  | 3                                                  | Zápas řecko-římský                                 | 27.-29. května 1977                                | Mistrovství Evropy                                 | Bursa, Turecko                                     |
| 3. kolo                                            | vítězství                                          | 21-12                                              | Vladimir Zemkov (URS)                              | tech. body                                         | 1                                                  | 2                                                  | Zápas řecko-římský                                 | 27.-29. května 1977                                | Mistrovství Evropy                                 | Bursa, Turecko                                     |
| 2. kolo                                            | vítězství                                          | 20-12                                              | Tage Weirum (DEN)                                  | ?                                                  | 0                                                  | 1                                                  | Zápas řecko-římský                                 | 27.-29. května 1977                                | Mistrovství Evropy                                 | Bursa, Turecko                                     |
| 1. kolo                                            | vítězství                                          | 19-12                                              | Mikko Huhtala (FIN)                                | tech. body                                         | 1                                                  | 1                                                  | Zápas řecko-římský                                 | 27.-29. května 1977                                | Mistrovství Evropy                                 | Bursa, Turecko                                     |
| 1975 Mistrovství Evropy do 74 kg v klasickém stylu |                                                    |                                                    |                                                    |                                                    |                                                    |                                                    |                                                    |                                                    |                                                    |                                                    |
| 6. kolo (F)                                        | prohra                                             | 18-12                                              | Jan Karlsson (SWE)                                 |                                                    |                                                    |                                                    | Zápas řecko-římský                                 | 27.-30. dubna 1975                                 | Mistrovství Evropy                                 | Ludwigshafen, Německo                              |
| 5. kolo (F)                                        | prohra                                             | 18-11                                              | Klaus-Peter Göpfert (GDR)                          |                                                    |                                                    |                                                    | Zápas řecko-římský                                 | 27.-30. dubna 1975                                 | Mistrovství Evropy                                 | Ludwigshafen, Německo                              |
| 4. kolo                                            | vítězství                                          | 18-10                                              | Vladimir Zemkov (URS)                              |                                                    |                                                    |                                                    | Zápas řecko-římský                                 | 27.-30. dubna 1975                                 | Mistrovství Evropy                                 | Ludwigshafen, Německo                              |
| 3. kolo                                            | vítězství                                          | 17-10                                              | Ivan Kolev (BUL)                                   | diskvalifikace                                     | 0                                                  |                                                    | Zápas řecko-římský                                 | 27.-30. dubna 1975                                 | Mistrovství Evropy                                 | Ludwigshafen, Německo                              |
| 2. kolo                                            | vítězství                                          | 16-10                                              | Petros Galaktopulos (GRE)                          |                                                    |                                                    |                                                    | Zápas řecko-římský                                 | 27.-30. dubna 1975                                 | Mistrovství Evropy                                 | Ludwigshafen, Německo                              |
| 1. kolo                                            | vítězství                                          | 15-10                                              | Max Stacher (SUI)                                  |                                                    |                                                    |                                                    | Zápas řecko-římský                                 | 27.-30. dubna 1975                                 | Mistrovství Evropy                                 | Ludwigshafen, Německo                              |
| 1974 Mistrovství Evropy do 74 kg v klasickém stylu |                                                    |                                                    |                                                    |                                                    |                                                    |                                                    |                                                    |                                                    |                                                    |                                                    |
| 6. kolo (F)                                        | prohra                                             | 14-10                                              | Ivan Kolev (BUL)                                   | vzdal                                              | 4                                                  |                                                    | Zápas řecko-římský                                 | 21.-24. června 1974                                | Mistrovství Evropy                                 | Madrid, Španělsko                                  |
| 5. kolo (F)                                        | vítězství                                          | 14-9                                               | Ijoseb Berišvili (URS)                             |                                                    |                                                    |                                                    | Zápas řecko-římský                                 | 21.-24. června 1974                                | Mistrovství Evropy                                 | Madrid, Španělsko                                  |
| 4. kolo                                            | remíza                                             | 13-9                                               | Vojislav Tabački (YUG)                             |                                                    |                                                    |                                                    | Zápas řecko-římský                                 | 21.-24. června 1974                                | Mistrovství Evropy                                 | Madrid, Španělsko                                  |
| 3. kolo                                            | vítězství                                          | 13-9                                               | Hans-Joachim Klötzing (FRG)                        |                                                    |                                                    |                                                    | Zápas řecko-římský                                 | 21.-24. června 1974                                | Mistrovství Evropy                                 | Madrid, Španělsko                                  |
| 2. kolo                                            | vítězství                                          | 12-9                                               | Tevfik Aydeniz (TUR)                               |                                                    |                                                    |                                                    | Zápas řecko-římský                                 | 21.-24. června 1974                                | Mistrovství Evropy                                 | Madrid, Španělsko                                  |
| 1973 Mistrovství Evropy do 74 kg v klasickém stylu |                                                    |                                                    |                                                    |                                                    |                                                    |                                                    |                                                    |                                                    |                                                    |                                                    |
| 7. kolo (F)                                        | remíza                                             | 11-9                                               | Klaus-Peter Göpfert (GDR)                          | tech. body                                         | 2                                                  | 5 (F)                                              | Zápas řecko-římský                                 | 1.-3. června 1973                                  | Mistrovství Evropy                                 | Helsinki, Finsko                                   |
| 6. kolo                                            | vítězství                                          | 11-9                                               | Vojislav Tabački (YUG)                             | lopatky (5:39)                                     | 0                                                  |                                                    | Zápas řecko-římský                                 | 1.-3. června 1973                                  | Mistrovství Evropy                                 | Helsinki, Finsko                                   |
| 5. kolo (F)*                                       | prohra                                             | 10-9                                               | Ivan Kolev (BUL)                                   | tech. body                                         | 3                                                  |                                                    | Zápas řecko-římský                                 | 1.-3. června 1973                                  | Mistrovství Evropy                                 | Helsinki, Finsko                                   |
| 4. kolo                                            | vítězství                                          | 10-8                                               | Niels Madsen (DEN)                                 | lopatky (3:43)                                     | 0                                                  |                                                    | Zápas řecko-římský                                 | 1.-3. června 1973                                  | Mistrovství Evropy                                 | Helsinki, Finsko                                   |
| 3. kolo                                            | vítězství                                          | 9-8                                                | Anders Persson (SWE)                               |                                                    |                                                    |                                                    | Zápas řecko-římský                                 | 1.-3. června 1973                                  | Mistrovství Evropy                                 | Helsinki, Finsko                                   |
| 2. kolo                                            | vítězství                                          | 8-8                                                | Imants Klintsons (URS)                             |                                                    |                                                    |                                                    | Zápas řecko-římský                                 | 1.-3. června 1973                                  | Mistrovství Evropy                                 | Helsinki, Finsko                                   |
| 1. kolo                                            | vítězství                                          | 7-8                                                | Jan van de Paverd (NED)                            |                                                    |                                                    |                                                    | Zápas řecko-římský                                 | 1.-3. června 1973                                  | Mistrovství Evropy                                 | Helsinki, Finsko                                   |
| 1972 Mistrovství Evropy do 74 kg v klasickém stylu |                                                    |                                                    |                                                    |                                                    |                                                    |                                                    |                                                    |                                                    |                                                    |                                                    |
| 7. kolo (F)                                        | prohra                                             | 6-8                                                | Petros Galaktopulos (GRE)                          | nenastoupil                                        | 4                                                  | 8 (F)                                              | Zápas řecko-římský                                 | 27.-30. dubna 1972                                 | Mistrovství Evropy                                 | Katovice, Polsko                                   |
| 6. kolo (F)                                        | prohra                                             | 6-7                                                | Kasim Chalilov (URS)                               | nenastoupil                                        | 4                                                  | 4 (F)                                              | Zápas řecko-římský                                 | 27.-30. dubna 1972                                 | Mistrovství Evropy                                 | Katovice, Polsko                                   |
| 4. kolo                                            | prohra                                             | 6-6                                                | Boris Butrakov (BUL)                               | lopatky                                            | 4                                                  |                                                    | Zápas řecko-římský                                 | 27.-30. dubna 1972                                 | Mistrovství Evropy                                 | Katovice, Polsko                                   |
| 3. kolo                                            | vítězství                                          | 6-5                                                | Victor Prentiu (ROU)                               |                                                    |                                                    |                                                    | Zápas řecko-římský                                 | 27.-30. dubna 1972                                 | Mistrovství Evropy                                 | Katovice, Polsko                                   |
| 2. kolo                                            | vítězství                                          | 5-5                                                | Bernard Milhit (SUI)                               | lopatky                                            | 0                                                  |                                                    | Zápas řecko-římský                                 | 27.-30. dubna 1972                                 | Mistrovství Evropy                                 | Katovice, Polsko                                   |
| 1. kolo                                            | vítězství                                          | 4-5                                                | Stanisław Krzesiński (POL)                         |                                                    |                                                    |                                                    | Zápas řecko-římský                                 | 27.-30. dubna 1972                                 | Mistrovství Evropy                                 | Katovice, Polsko                                   |
| 1970 Mistrovství Evropy do 74 kg v klasickém stylu |                                                    |                                                    |                                                    |                                                    |                                                    |                                                    |                                                    |                                                    |                                                    |                                                    |
| 3. kolo                                            | prohra                                             | 3-5                                                | Pentti Salo (FIN)                                  | tech. body                                         | 3                                                  | 8                                                  | Zápas řecko-římský                                 | 12.-15. června 1970                                | Mistrovství Evropy                                 | Berlín, Východní Německo                           |
| 2. kolo                                            | prohra                                             | 3-4                                                | Klaus Pohl (GDR)                                   | tech. body                                         | 3                                                  | 5                                                  | Zápas řecko-římský                                 | 12.-15. června 1970                                | Mistrovství Evropy                                 | Berlín, Východní Německo                           |
| 1. kolo                                            | remíza                                             | 3-3                                                | Schönberg (SWE)                                    | tech. body                                         | 2                                                  | 2                                                  | Zápas řecko-římský                                 | 12.-15. června 1970                                | Mistrovství Evropy                                 | Berlín, Východní Německo                           |
| 1969 Mistrovství Evropy do 74 kg v klasickém stylu |                                                    |                                                    |                                                    |                                                    |                                                    |                                                    |                                                    |                                                    |                                                    |                                                    |
| 1. kolo                                            | vítězství                                          | 3-3                                                | Jan Karlsson (SWE)                                 | tech. body                                         | 1                                                  | 1                                                  | Zápas řecko-římský                                 | 5.-8. června 1969                                  | Mistrovství Evropy                                 | Modena, Itálie                                     |
| 1968 Mistrovství Evropy do 70 kg v klasickém stylu |                                                    |                                                    |                                                    |                                                    |                                                    |                                                    |                                                    |                                                    |                                                    |                                                    |
| 4. kolo                                            | prohra                                             | 2-3                                                | Klaus Pohl (GDR)                                   |                                                    |                                                    |                                                    | Zápas řecko-římský                                 | 14.-16. června 1968                                | Mistrovství Evropy                                 | Västerås, Švédsko                                  |
| 3. kolo                                            | prohra                                             | 2-2                                                | Matti Poikkala (SWE)                               | tech. body (2:3)                                   | 3                                                  |                                                    | Zápas řecko-římský                                 | 14.-16. června 1968                                | Mistrovství Evropy                                 | Västerås, Švédsko                                  |
| 2. kolo                                            | vítězství                                          | 2-1                                                | Joseph Duvivier (BEL)                              | tech. body                                         | 1                                                  |                                                    | Zápas řecko-římský                                 | 14.-16. června 1968                                | Mistrovství Evropy                                 | Västerås, Švédsko                                  |
| 1. kolo                                            | vítězství                                          | 1-1                                                | José-Luis Contreras (MEX)*                         |                                                    |                                                    |                                                    | Zápas řecko-římský                                 | 14.-16. června 1968                                | Mistrovství Evropy                                 | Västerås, Švédsko                                  |
| 1967 Mistrovství Evropy do 78 kg v klasickém stylu |                                                    |                                                    |                                                    |                                                    |                                                    |                                                    |                                                    |                                                    |                                                    |                                                    |
| 3. kolo                                            | prohra                                             | 0-1                                                | Matti Laakso (FIN)                                 | tech. body                                         | 3                                                  | 7                                                  | Zápas řecko-římský                                 | 19.-23. května 1967                                | Mistrovství Evropy                                 | Minsk, Sovětský svaz                               |
| 2. kolo                                            | remíza                                             | 0-0                                                | Piotr Starczyński (POL)                            | tech. body                                         | 2                                                  | 4                                                  | Zápas řecko-římský                                 | 19.-23. května 1967                                | Mistrovství Evropy                                 | Minsk, Sovětský svaz                               |
| 1. kolo                                            | remíza                                             | 0-0                                                | Peter Nettekoven (FRG)                             | tech. body                                         | 2                                                  | 2                                                  | Zápas řecko-římský                                 | 19.-23. května 1967                                | Mistrovství Evropy                                 | Minsk, Sovětský svaz                               |

## Trenérská a funkcionářská kariéra
Od roku 1981 převzal po Kamilu Odehnalovi vedení československé reprezentace klasiků. Svého nástupce však nenašel a po bojkotu olympijských her v Los Angeles v roce 1984 předal pozici reprezentačního trenéra Miroslavu Janotovi.
V roce 1990 vedl krátce reprezentaci klasiků společně s Václavem Scheinerem starším do olympijských her v Barceloně v roce 1992.
Mezi lety 1993 až 1996 byl předsedou Svazu zápasu ČR.

## Ocenění
V roce 2021 na slavnostním galavečeru ankety Sportovec roku převzal cenu Emila Zátopka pro legendu českého sportu.